# Санктин из Мо
Санктин (фр. Saintin de Meaux, Sanctin или Santin; IV век) — епископ Верденский; святой (день памяти — 11 октября).
Святой Санктин, по преданию, был епископом Мо и просветителем Вердена, а также страны Шартрен. Он был учеником святого Дионисия Парижского.
Будучи епископом Вердена, в 332 году Санктин построил первую христианскую молельню, освящённую в честь святых апостолов Петра и Павла, на горе Сен-Ванн (Saint-Vanne) на месте языческого храма. Ему также приписывали строительство баптистерия и церкви, над которой 700 лет спустя было построен монастырь Сен-Мор. Его мощи были привезены в Верден в XI веке. Реликварий с зубом до сих пор находится в Верденском соборе.

## Галерея
- Часовня святого Санктина, Отёй-ле-Руа[фр.].
- Храм святого Санктина, Тийи-сюр-Мёз[фр.].
- Храм святого Санктина, Во-ле-Паламе[фр.].